# Fast Radio Burst
Ein Fast Radio Burst (FRB), Schneller Radioblitz oder Extragalactic Fast Radio Transient ist in der Astronomie ein kurzer Ausbruch von Radiostrahlung von einer Quelle in großer Entfernung von der Erde. Die Ausbrüche werden auch als Blitzar, Millisecond Radio Burst, Extragalactic Radio Burst oder Cosmological Fast Radio Burst bezeichnet. Im April 2020 wurden solche Radiowellen erstmals von innerhalb unserer Galaxie entdeckt. Daraufhin identifizierten Astronomen Magnetare als primäre Quelle dieser energiereichen Ausbrüche. Zu ihren Ursprüngen, Ursachen und Auswirkungen gibt es jedoch weiterhin viele offene Fragen.

## Eigenschaften
Die Schnellen Radioblitze sind bei erneuten Analysen von Durchmusterungen des Himmels nach Millisekundenpulsaren entdeckt worden. Der erste wurde im August 2001 am Parkes-Radioteleskop in Australien empfangen, aber erst 2006 in Archivdaten entdeckt.
Während Pulsare sich wiederholende Signale zeigen, wurde von den meisten Fast Radio Bursts jeweils nur ein einziger Puls mit einigen Millisekunden Dauer nachgewiesen. Das Pulsprofil ist symmetrisch in der Form eines gleichschenkligen Dreiecks. Für die Dauer der Eruption sind die Fast Radio Bursts starke Strahlungsquellen mit Intensitäten bis zu 30 Jansky. Die Ausbrüche sind außerhalb des Radiobereichs bisher nicht beobachtet worden, an ihren Orten gibt es keine katalogisierten astronomischen Quellen.
Die Häufigkeit der Ausbrüche soll bei einem FRB alle 10 Sekunden über dem gesamten Himmel liegen, wobei der Wert sehr unsicher ist.
Nachdem bis 2017 rund 25 FRB bekannt waren, sind seit Inbetriebnahme des Canadian Hydrogen Intensity Mapping Experiment (CHIME) Ende 2017 viele weitere entdeckt worden, darunter ein zweiter Repeater (s. u.).

### Dispersion

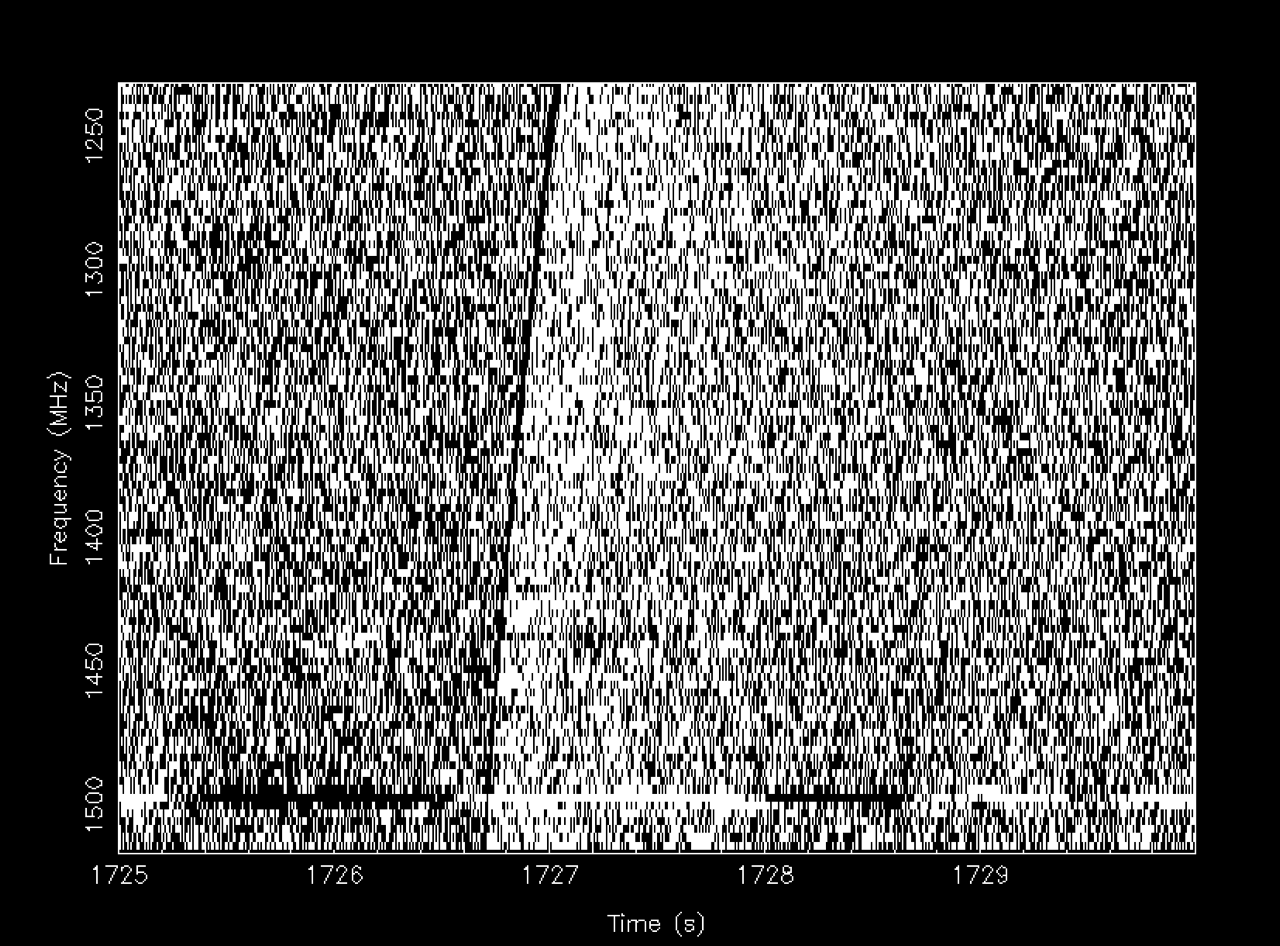
Der Lorimer-Burst, der erste nachgewiesene Fast Radio Burst. Dargestellt wird die Dispersion als Zeitverzögerung der Ankunftszeit in Abhängigkeit von der Frequenz.

Aus der Dispersion (vgl. Abb.) kann auf die Entfernung geschlossen werden, da freie Elektronen das Radiosignal verlangsamen (Einfluss auf die Gruppengeschwindigkeit des Signals). Dabei wird elektromagnetische Strahlung niedriger Frequenz bzw. hoher Wellenlänge stärker beeinflusst.
Die freien Ladungsträger, vor allem die freien Elektronen, in der interstellaren Materie der Milchstraße können nur 3 bis 6 Prozent der beobachteten Dispersion verursachen, der Rest muss extragalaktischen Ursprungs sein. Daher dürfte die Entfernung der bisher bekannten Millisecond Radio Bursts zwischen 1,7 und 3,3 Gigaparsec liegen. Unter der Annahme einer Entfernung von einem Gigaparsec ergibt sich eine freigesetzte Energie in der Größenordnung von 1033 Joule.
Die Verzögerung bei einer Frequenz {\displaystyle \nu } beträgt
{\displaystyle t=k_{\mathrm {DM} }\cdot {\frac {\mathrm {DM} }{\nu ^{2}}}}
mit
- der Dispersionskonstanten {\displaystyle k_{\mathrm {DM} }={\frac {e^{2}}{2\,\pi \,m_{\mathrm {e} }\,c}}\simeq 4,149\,\mathrm {GHz} ^{2}\,\mathrm {pc} ^{-1}\,\mathrm {cm} ^{3}\,\mathrm {ms} }[8]
  - der Elementarladung {\displaystyle e}
  - der Elektronenmasse {\displaystyle m_{\mathrm {e} }}
  - der Lichtgeschwindigkeit {\displaystyle c}
- dem Dispersionsmaß (DM), d. h. der Teilchendichte ne der Elektronen (in Elektronen/cm3) integriert entlang der von den Photonen zurückgelegten Strecke vom Pulsar zur Erde:

{\displaystyle \mathrm {DM} =\int _{0}^{d}{n_{e}\;dl}}
in Einheiten von Parsec pro cm3 (1 pc/cm3 = 30,857 × 1021 m−2).
Da die Teilchendichten entlang der zurückgelegten Strecken im interstellaren bzw. intergalaktischen Medium nicht konstant sind, ist das Dispersionsmaß eines beobachteten FRBs nicht proportional zu seiner Entfernung.
Wie oft bei astronomischen Beobachtungen, kann die Verzögerung t nicht direkt gemessen werden, weil die Abstrahlungszeit nicht bekannt ist. Stattdessen kann der Zeitverzug Δt der Signalankunft zwischen einer hohen Frequenz {\displaystyle \nu _{\mathrm {hi} }} eines Pulses und einer niedrigen {\displaystyle \nu _{\mathrm {lo} }} festgestellt werden:
{\displaystyle \Delta t=t_{\mathrm {lo} }-t_{\mathrm {hi} }=k_{\mathrm {DM} }\cdot \mathrm {DM} \cdot \left({\frac {1}{\nu _{\mathrm {lo} }^{2}}}-{\frac {1}{\nu _{\mathrm {hi} }^{2}}}\right)>0}
Nach Umstellen der obigen Gleichung lässt sich das Dispersionsmaß bestimmen, indem Puls-Ankunftszeiten bei mehreren Frequenzen gemessen werden:
{\displaystyle \Leftrightarrow \mathrm {DM} ={\frac {\Delta t}{k_{\mathrm {DM} }\cdot \left({\frac {1}{\nu _{\mathrm {lo} }^{2}}}-{\frac {1}{\nu _{\mathrm {hi} }^{2}}}\right)}}}
Das kann genutzt werden, um das interstellare Medium zu untersuchen; außerdem können so die Beobachtungen von Pulsarsen bei verschiedenen Frequenzen kombiniert werden.

## Theorien
Seit der Beschreibung der Extragalactic Fast Radio Transients im Jahr 2007 sind viele Hypothesen entwickelt worden:

### Neutronenstern-basierte
- Die Millisecond Extragalactic Radio Bursts sind besonders starke Ausbrüche von Soft Gamma Repeatern.[10] Es könnte in der Andromedagalaxie M31 eine schwächere Form der Extragalactic Fast Radio Transient geben, von denen mehrfache Ausbrüche im Radiobereich beobachtet worden sind.[11]
- Die Fast Radio Bursts sind ein Phänomen ähnlich den Riesenpulsen in extragalaktischen Pulsaren, deren sich wiederholende Ausbrüche ähnlich den Rotating Radio Transients sehr selten auftreten und bei den bisherigen Durchmusterungen nicht als wiederholend beobachtet wurden.[12] Eventuell kann ein Teil der Dispersion durch die ehemalige Hülle des Sterns in Form eines Supernovaüberrestes verursacht werden. In den ersten 60 bis 200 Jahren nach der Supernovaexplosion ist die Hülle noch zu dicht, um einen Radio Burst passieren zu lassen, erst danach können die FRBs beobachtet werden.[13]
- Sie entstehen bei der Verschmelzung zweier Neutronensterne in einem engen Doppelsternsystem beim Zusammenbruch der Magnetfelder der Einzelsterne.[14] Damit würden Extragalactic Fast Radio Transient in einem engen Zusammenhang mit den Gamma Ray Bursts kurzer Dauer stehen.[15]
- Als Folge des Zusammenbruchs des Magnetfelds eines Neutronensterns durch eine nahe Supernova-Explosion.[16]
- Das Modell von Luciano Rezzolla und Heino Falcke (Blitzar). Durch den Kollaps eines massiven Neutronensterns über der Tolman-Oppenheimer-Volkoff-Grenze in ein Schwarzes Loch, wird das Magnetfeld des Neutronensterns zerstört. Dieses Magnetfeld, das beim Kollaps vom Stern entkoppelt wurde, läuft als elektromagnetische Welle durchs Universum und wird als Extragalactic Fast Radio Transient beobachtet. Solch ein Kollaps sollte einige tausend bis Millionen Jahre nach der Geburt eines Neutronensterns in einer Supernova geschehen.[17] Alternativ könnte ein Fast Radio Burst auch an einen Gamma Ray Burst gekoppelt sein, wenn infolge des Kollapsar-Modells oder der Verschmelzung zweier Neutronensterne zunächst ein schnell rotierender supermassiver Neutronenstern entsteht. Ein Teil der Materie des oder der Vorgängersterne ist nicht auf die Fluchtgeschwindigkeit beschleunigt worden und fällt daher auf den Neutronenstern zurück. Durch eine Wechselwirkung mit dem Magnetfeld des Neutronensterns wird sowohl die Rotationsgeschwindigkeit als auch das Magnetfeld abgebaut und der Neutronenstern kollabiert einige Minuten nach dem Gamma Ray Burst unter Aussendung eines Fast Radio Bursts zu einem Schwarzen Loch.[18] Dieses Modell hat eine mögliche Bestätigung durch Nachbeobachtungen von langen Gamma-Ray-Bursts erhalten. Während einer der Breaks in der Röntgenlichtkurve zweier Gamma Ray Bursts konnte im Radiobereich jeweils ein Cosmological Fast Radio Burst nachgewiesen werden. Die Breaks sind Übergänge in der Lichtkurve, ab denen der Verlauf der Helligkeit mit einem anderen Potenzgesetz beschrieben wird. Sollte sich dieses Modell bestätigen, sind die Fast Radio Bursts wahrscheinlich auch eine Quelle für hochrelativistische kosmische Strahlung.[19] Bei Nachbeobachtungen mit Radioteleskopen am Ort von Gamma Ray Bursts in einem Zeitraum von 140 Sekunden nach einem Ausbruch konnte kein Fast Radio Burst nachgewiesen werden.[20]

### Weitere
- Als Folge einer Verschmelzung zweier Weißer Zwerge, wobei die beobachtete Radiostrahlung aus der Region des magnetischen Pols eines neu entstandenen massiven und schnell rotierenden Weißen Zwergs kommen sollte. Nach dieser Hypothese sollte am Ort einiger Fast Radio Bursts eine Supernova vom Typ Ia nachzuweisen sein.[21]
- Die Fast Radio Bursts könnten auch eine kurze Eruption auf einem Flare-Stern in Sonnennähe sein. Die gemessene Dispersion ist nach dieser Interpretation nicht die Folge einer kosmologischen Entfernung, sondern wird durch eine dichte Hülle aus Plasma in der Korona des Sterns erzeugt. Die Ausbrüche entstehen in der tieferliegenden Chromosphäre, weshalb die Radiostrahlung auf dem Weg durch die Korona gebeugt wird. Im Feld von FRB110703 konnte ein magnetisch aktiver W-Ursae-Majoris-Stern entdeckt werden, der die Quelle des beobachteten Fast Radio Bursts sein könnte.[22]
- Für den FRB010621 nahe der galaktischen Ebene könnte die beobachtete Dispersion auch durch diffuses ionisiertes Gas verursacht worden sein und das verursachende Objekt innerhalb der Milchstraße liegen. Der Ausbruch im Bereich der Radiostrahlung könnte eine extreme Form eines Riesenpulses bei einem Pulsar sein oder durch das Verdampfen eines Schwarzen Lochs entstanden sein.[23]
- Bei Fast Extragalactic Radio Bursts wird die gesamte Energie in einem sehr kurzen Zeitraum abgegeben, was vermuten lässt, dass die Quelle hochgradig relativistisch ist. Aber selbst wenn das die Strahlung emittierende Plasma sich hochrelativistisch bewegt, wird ein kohärenter Emissionsmechanismus benötigt. Dieser Mechanismus könnte nach einer modifizierten Hypothese zur Radiostrahlung von Gamma Ray Bursts dadurch entstehen, dass es in einem stark magnetisierten, auf nahezu Lichtgeschwindigkeit beschleunigten Wind zu einer spontanen Maser-Emission kommt.[24]
- Die Strahlung entsteht bei der Verdampfung eines Schwarzen Lochs.[25]

## Wiederholte Fast Radio Bursts: Repeater
Forscher der amerikanischen Cornell University stellten ab 2012 in einer 972 Megaparsec bzw. rund drei Milliarden Lichtjahre entfernten Zwerggalaxie im Sternbild Fuhrmann wiederholte Fast Radio Bursts fest. Bei einer Beobachtung des Gebiets mittels des Very-Large-Array-Interferometer ermittelten sie neun Fast Radio Bursts. Als Erklärung werden Strahlungsausbrüche eines massereichen Sterns oder ein extrem massereiches Schwarzes Loch vermutet.
FRB 121102 ist 2014 als erster Fast Radio Burst mit sich wiederholenden Ausbrüchen beobachtet und intensiv untersucht worden. Mittels Very Long Baseline Interferometry wurde als Ursprung eine Zwerggalaxie mit einer Rotverschiebung von {\displaystyle z=0{,}193} bestimmt. FRB 121102 ist allerdings kein typischer Fast Radio Burst, da auch lange Beobachtungsserien an den Orten anderer FRBs keine weiteren Ausbrüche gezeigt haben.
Die Heimatgalaxie von FRB 121102 ist eine metallarme Zwerggalaxie und zeigt Anzeichen einer Extreme Emission-Line Galaxy. Die Strahlungsquelle liegt 0,2 Bogensekunden vom Zentrum dieser Galaxie entfernt in einem Sternentstehungsgebiet, das auch eine permanente Radioquelle ist. Parallele Beobachtungen im Optischen, Ultravioletten, Röntgen- und Gammastrahlenbereich zeigen keine Ausbrüche oder andere Auffälligkeiten gegenüber anderen metallarmen Zwerggalaxien. Die Ausbrüche sind unperiodisch und zeigen keinerlei Gedächtnis an frühere Bursts durch ihren zeitlichen Abstand, ihre Form, die emittierte Energie oder die Amplitude.
Die Verteilung der Ausbrüche von FRB 121102 entspricht in seiner Energie-Zeit-Verteilung der Gutenberg-Richter-Beziehung für Erdbeben. Hierbei handelt es sich um eine kleine Abweichung von einem Potenzgesetz, wobei schwache Beben etwas häufiger und starke Beben mit einer etwas geringeren Häufigkeit auftreten als nach einem einfachen Potenzgesetz zu erwarten. Ebenfalls wie in der Seismologie folgen die Wartezeiten zwischen den Bursts einer Gaußschen Normalverteilung. Diese Eigenschaften werden auch bei Soft Gamma Repeatern beobachtet, daher könnte der Ausbruchmechanismus der Krustenbruch eines Neutronensterns mit einem starken Magnetfeld sein. Alternative Hypothesen sind ein Relaxationsprozess in einem Quarkstern oder ein magnetischer Zyklus auf einem Neutronenstern mit einer Art Superflare.
Im Februar 2020 wurde erstmals die Entdeckung einer Periodizität bei einem Fast Radio Bursts berichtet – FRB 180916 emittiert Radiowellen in einem ~16-Tages-Zyklus.

## Weitere Beispiele
In der Bezeichnung ist der Tag des Auftretens enthalten in der Form JJMMTT; z. B. trat der FRB 010125 am 25. Januar 2001 am irdischen Himmel auf.
| Bezeichnung        | Intensität in Jansky | Dauer in ms | Dispersionsmaß in pc/cm3 | Anmerkung |
| ------------------ | -------------------- | ----------- | ------------------------ | --- |
| FRB 010125         | 0,3                  | 9           | 790                      | 2015 gefunden, fälschlich z. T. noch publiziert als FRB 011025 |
| FRB 010724         | 30                   | 5           | 375                      | „Lorimer Burst“, erster nachgewiesener FRB (gefunden 2007) |
| FRB 121002         | 0,4                  | 5           | 1629                     | Doppel-Burst im Abstand von 5 ms |
| FRB 121102         | 0,4                  | 3           | 557                      | Arecibo-Beobachtung in einer 3 Milliarden Lichtjahre entfernten Zwerggalaxie im galaktischen Antizentrum, erster beobachteter Repeater                                                       |
| Ort von FRB 121102 | 2,2                  | 0,8         | 776                      | 2015 erneut Mehrfachausbrüche |
| FRB 131104         | 1,1                  | 2           | 779                      | aus der benachbarten, 300.000 Lj entfernten Carina-Zwerggalaxie |
| FRB 180924         |                      |             |                          | aus einer Quelle, die rund 13.000 Lichtjahre entfernt ist vom Zentrum einer rund 3,6 Milliarden Lichtjahre fernen Galaxie mit rund 22 Milliarden Sonnenmassen und geringer Sternbildungsrate |
| FRB 200428         |                      |             |                          | aus der 30.000 Lichtjahre entfernten Quelle SGR 1935+2154. Das erste FRB-Ereignis, das aus unserer eigenen Galaxis stammt.                                                                   |